# Helvis av Braunschweig-Grubenhagen
Helvis av Braunschweig-Grubenhagen, född 1353, död 1421, drottning av Cypern, gift med kung Jacob I av Cypern. Hon var dotter till hertig Filip av Braunschweig-Lüneburg, furste av Grubenhagen, och Helvis de Dampierre. 

## Biografi
Helvis blev gift med sin kusin prins Jacob av Cypern, tredje son till Hugo IV av Cypern, den 1 maj 1365. År 1369 blev maken medlem av Cyperns förmyndarregering för sin brorson Peter II av Cypern, sedan hans bror Peter I av Cypern blivit mördad. Peter II:s mor  Eleonora av Aragonien anklagade Jacob och hans bror Johan för att ha deltagit i mordet på Peter I. 
När Cypern invaderades av Genua 1373, flydde Helvis med Jacob till Rhodos. Året därpå tillfångatogs paret av Genuesarna, som förde dem till Genua, där de fängslades. Helvis ska ha tvingats utföra straffarbete under fängelsetiden. Hon födde omkring elva barn som fånge. 
År 1382 ärvde maken Cyperns tron, men paret frigavs inte förrän efter förhandlingar som förstörde Cyperns ekonomi, och kunde inte krönas förrän 1385. Helvis blev titulärdrottning av Jerusalem 1389, och Armenien 1393. 